# Trichethmolaimus hirsutus
Trichethmolaimus hirsutus is een rondwormensoort uit de familie van de Ethmolaimidae. De wetenschappelijke naam van de soort is voor het eerst geldig gepubliceerd in 1956 door Gerlach.